# Право мертвої руки
Пра́во ме́ртвої руки́ — одна з норм феодального права в країнах Західної та Центральної Європи.
- Право, згідно з яким феодал мав право вилучити після смерті селянина частину його майна (зазвичай — найкращу голову худоби, найкращий одяг) або його вартість у грошах. До 11 ст. право мертвої руки в тій чи іншій формі поширювалося на всіх особисто залежних людей вотчинника, з 12 — 13 ст. воно стало зникати у зв'язку з особистим звільненням селян; в деяких відсталих місцевостях збереглося до 16 — 18 ст. (французькі Менмортаблі).

- Право мертвої руки церкви означало заборону відчуження земельного майна церковних установ (у деяких країнах всяке земельне володіння церкви міцно закріплювалося за нею — «амортизувалось»). Скасовано в протестантських країнах в період Реформації (16 ст.), у Франції — в період Великої французької революції.